# Osborn Prolific
Osborn Prolific ist eine hauptsächlich nordamerikanische Feigensorte der Echten Feige (Ficus carica).

## Merkmale
Osborn Prolific ist eine zweimaltragende Hausfeige, die mittelgroße Bäume hervorbringt und hat einen langsamen, gedrungenen Wuchs. Das Blatt ist meist fünflappig, seltener dreilappig und mittel bis tief eingeschnitten. Die Blattgröße variieren relativ stark. Die oberen Einbuchtungen sind mitteltief, die unteren schmal, die basale Einbuchtung ist breit. Die Blattform ist manchmal abgestutzt, normalerweise herzförmig. Der obere Rand ist grob gesägt, der untere ist ganzrandig.
Die Feigen sind mittelgroß und birnenförmig mit einer rötlich braunen Haut und einem hell gefärbten, opalfarbenem Fruchtfleisch. Sie schmecken süß und besitzen nur wenige Samen. Der Hals ist dick und kurz, aber auch oft schlank, oft abgeflacht und gekrümmt. Der Stiel ist schlank. Die Fruchtrippen sind schmal und leicht erhöht.

## Anbau
Osborn Prolific ist eine der Feigensorten, die auch im kühlen Klima gut gedeiht. Sie ist eine sehr anpassungsfähige und winterharte Feigensorte und ist im heißen Klima weniger geeignet. Sie ist zweimaltragend mit einer Vorfeige.

## Verbreitung
Die Sorte stammt ursprünglich aus England und wurde von der Gärtnerei Rust nach Kalifornien eingeführt.  Ihre heutige Verbreitung ist vor allem in Kalifornien.  Sie wird aber heute noch selten auch in Australien angebaut. In Frankreich ist sie in der Region nördlich der Loire und an der Atlantikküste verbreitet. Hier ist sie unter den Namen Archipel, De l’Archipel, Figue Grisé oder Ronde Noire bekannt.

## Namen und Systematik
Osborn Prolific ist auch unter Osborn’s Prolific bekannt.  Daneben gibt  mehreren Synonyme wie De L’Archipel, Archipel, Blanche, Italian Honey fig, Lattarula, Lemon, Neveralla, White Marseilles, und Rust.  Die Sorte Archipel wurde lange als eigene Sorte beschrieben, es wurde aber die Synonymie für Osborn Prolific erkannt.
Osborn Prolific gehört in eine Gruppe von Feigensorten, die vermutlich aus Wildtypen nicht mediterranen Ursprungs entstammen. Die Sorte ist unter der Nummer DFIC00075 der Genbank National Clonal Germplasm Repository in Davis (Kalifornien) gelistet.